# Karadeniz Ereğli
Karadeniz Ereğli è una città della Turchia della Provincia di Zonguldak, fondata dai Greci come Eraclea Pontica.